# Альфераз
Альфера́з, або Сірра́х, також Альфарет (α Андроме́ди) — найяскравіша зоря в сузір'ї Андромеди. Перебуває на відстані 97 св. років від Землі. Має видиму зоряну величину в смузі V приблизно 2m,06.
Це подвійна система, в якій наяскравіша компонента є хімічно пекулярною зорею спектрального класу B8IV і належить до типу ртутно-манганових зір, оскільки її зоряна атмосфера має підвищений вміст Hg, Mn та інших елементів, зокрема Ga і Xe. Це найяскравіша  ртутно-манганова зоря серед відомих на сьогодні.

## Розташування
На небосхилі Альфераз розташований досить близько до сузір'я Пегаса і є частиною добре помітного на зоряному небі Північної півкулі астеризму Квадрат Пегаса. Раніше зоря належала двом сузір'ям і мала друге позначення δ Пегаса, однак це позначення більше не вживається. Арабською назва зорі означає «лопатка коня».